# Astropyga radiata
Astropyga radiata je vrsta morskega ježka, ki pripada družini Diadematidae, za katero so značilne dolge in votle bodice. Znan je tudi pod imeni rdeči ježek, ognjeni ježek in modropikasti ježek.

## Telesne značilnosti
Spada med večje vrste ježkov, saj v premeru meri do 20 cm. Zgornja (aboralna) stran je sploščena ali celo malenkost vbočena. Bodice merijo v dolžino do 4 cm in so razporejene v pet skupkov, med katerimi ima površina telesa, ki nima bodic, obliko črke V. Pet takih črk oblikuje značilen vzorec deseterokrake zvezde, na sredini katere se nahaja zadnjik. Iz tega tudi izhaja rodovno ime, saj v grščini »astro« pomeni zvezda, »pyga« pa zadnjik. Ta del površine je obarvan rdeče in obrobljen z iridescenčnimi modrimi pikami, ostali del telesa pa variira od rdeče-rjave do vijolične, temno rjave ali črne.

## Življenjski prostor in način življenja
Prebiva v Indijskem in Tihem oceanu: življenjski prostor se dejansko razteza od afriških obal pa vse do Havajev in avstralskih obal. Živi v plitvinah, tj. v globini od 10-30 m, največ do 70 m, najraje v lagunah in zalivih s peskom, prodom ali koralami. Nekatere vrste rakov in rib živijo kot priskledniki ob ježku zaradi zaščite, rak vrste Dorippe frascone pa živi v sožitju in ga prenaša na hrbtni strani zunanjega skeleta.
Spada med strupene vrste morskih ježkov: vbod povzroči predvsem močno bolečino, ki v pol ure mine.

## Galerija
- Oranžna varianta na Filipinih
- Rumena varianta na Filipinih
- Redka, bela varianta na Havajih